# Барсуки (Локнянский район)
Барсуки — деревня в Локнянском районе Псковской области России.
Входит в состав Подберезинской волости.
Расположена в 42 км к востоку от райцентра Локня на реке Локня, в 2 км к югу от её впадения в Ловать.
| 2001 | 2002 | 2010 |
| ---- | ---- | ---- |
| 131  | ↘89  | ↘60  |

Численность населения деревни составляла 131 житель в 2000 году, 71 житель в 2011 году.